# Conakry
Conakry (alternativ stavning Konakry) är huvudstad i Guinea. Staden är en hamnstad, belägen på den före detta ön Tombo (numera en del av fastlandet), i Atlanten. Med cirka 1,5 miljoner invånare är staden landets folkrikaste. Conakry utgör i egenskap av huvudstad en speciell zon (zone spéciale) på samma administrativa nivå som landets prefekturer. Conakry har i dag växt över till fastlandet via halvön Kaloum, med vilken Tombo är förbunden. Hamnaktiviteten utgör idag en viktig sektor i stadens ekonomi, järnvägen ifrån staden går i riktning österut och transporterar bauxit som bryts i landet.

## Historia
Enligt legenden kommer stadens namn från en fusion mellan namnet "Cona", som var en vintillverkare hos bagafolket, och ordet "nakiri", som på susu betyder "den andra sidan".

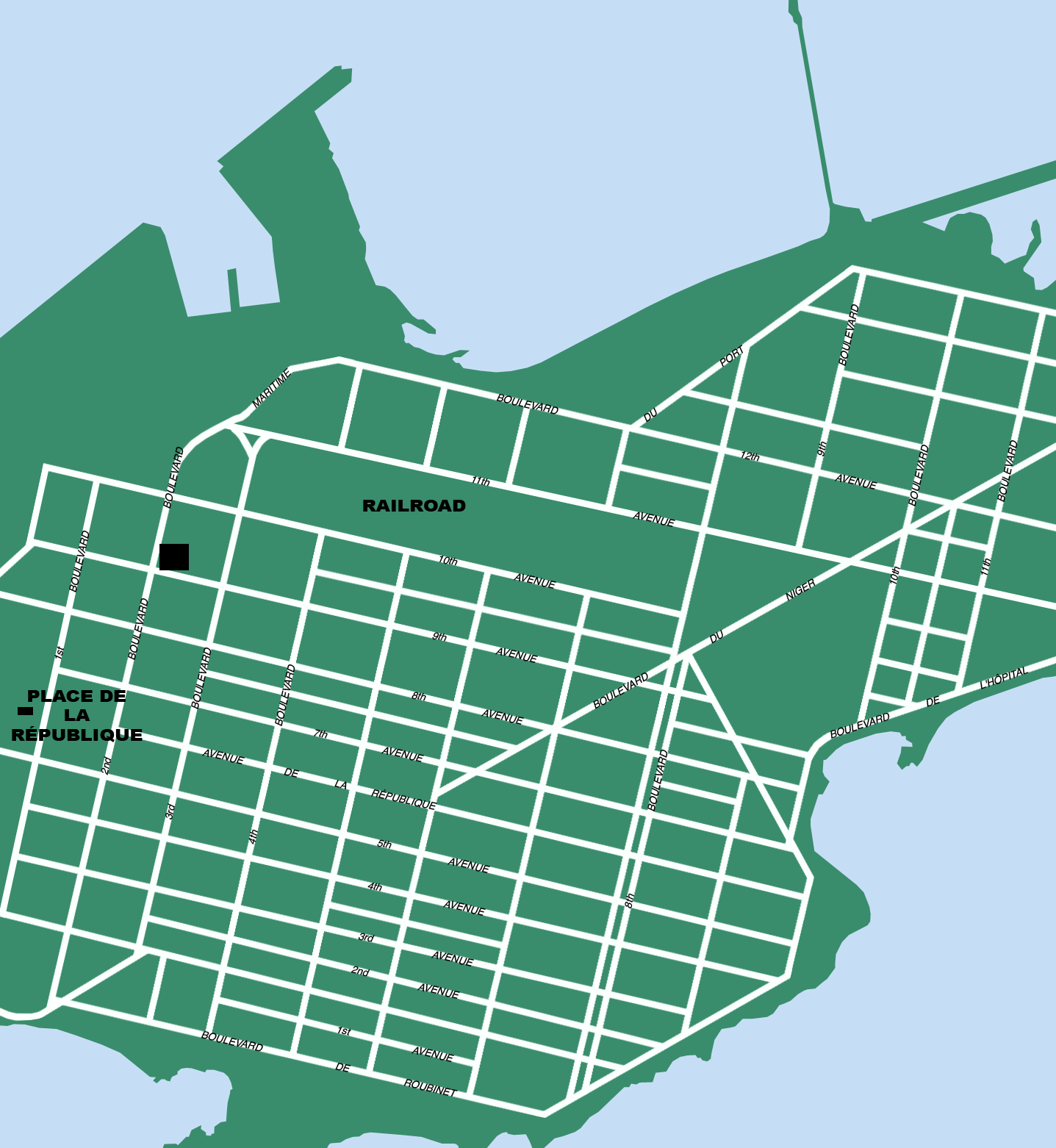
Vägkarta över centrala Conakry, 1981

Conakry bebyggdes ursprungligen på Tomboön och spred senare ut sig över angränsande Kaloumhalvön, en 36 km lång landtunga som är 0,2 km bred på sitt smalaste ställe (där den knyter an till Tombo-ön). Staden grundades efter att britterna lämnade över ön till Frankrike 1887, och 1885 hade de två byarna Conakry och Boubinet bara 500 invånare. Conakry blev huvudstad i Franska Guinea 1904 och blomstrade som exporthamn, speciellt efter att den numera nerlagda järnvägen till Kankan öppnade upp för storskalig export av jordnötter från inlandet.
Under årtiondena efter självständighetsförklaringen ökade folkmängden från 50 000 invånare 1958 till 600 000 år 1980 till omkring 1,5 miljon idag. Infrastrukturen i Conakry har alltid varit lidande av landytan där den är lokaliserad och dess relativa isolering från fastlandet. Anledningen att den ändå placerades på denna plats var att det var till fördel för kolonialmakterna.
År 1970 utbröt en konflikt mellan portugisiska styrkor och Afrikanska partiet för självständighet åt Guinea och Kap Verde (PAIGC) i närbelägna Portugisiska Guinea (idag Guinea-Bissau) som spillde över i Guinea, då 350 portugisiska soldater och guineanska dissidenter gick i land nära Conakry, attackerade staden och befriade 26 portugisiska krigsfångar som hölls av PAIGC innan de gick till reträtt då de misslyckats med att störta regeringen.

## Administration
Conakry utgör en egen region och prefektur och har därför särställning inom Guinea. De lokala myndigheterna i staden decentraliserades 1991 mellan fem kommuner som leds av varsin borgmästare. Dessa är, från sydväst:
- Kaloum – stadens centrum
- Dixinn – med bland annat Conakrys universitet
- Ratoma – känd för sitt nattliv
- Matam
- Matoto – där Conakry International Airport ligger

De fem urbana kommunerna utgör regionen Conakry, en av de åtta regionerna i Guinea, som var och en leds av en guvernör. På prefekturnivå betraktas Conakry som en "specialzon", även om staden styrs av samma myndigheter på både regional och prefekturell nivå.